# Atlantic Championship
Atlantic Championship, tidigare Formula Atlantic och Champ Car Atlantic, var en amerikansk formelbilserie.

## Historia
Formula Atlantic kan dateras tillbaka till 1965 med 1,6 litersmotorer och klassen spreds även i Europa under 1970-talet. Bilarna var mycket lika dåtidens bilar i Formel 2 och Formel 3. Det mest kända racet i serien vid tidpunkten var stadsloppet i Trois-Rivières, som lockade många utländska stjärnor från Formel 1. Det var där Gilles Villeneuve upptäcktes av McLaren, som tog honom till Europa och Formel 1. 
Efter seriens glansdagar hamnade den i skymundan för Indy Lights, som ofta lockade bättre förare, och ansågs ha högre status. Under flera år under 1980-talet var till och med Atlantics uppdelade i två olika serier. Efter några år med förare utan status överhuvudtaget, repade sig serien när Indy Lights blev en del av Indy Racing League från och med 2002. 
Mästerskapet blev alltmer integrerat med CART:s organisation, och när Champ Car bildades som sanktionsorgan, blev Atlantics en del av Champ Car World Series. Seriens funktion blev som juniorserie till Champ Car, medan Infiniti Pro Series var det till IndyCar. Champ Car lades ned efter 2007, men serien levde vidare under ledning av affärsmannen Ben Johnston till och med säsongen 2009, då den lades ned.